# Teatr Manoel
Teatr Manoel (ang. Manoel Theatre, malt. It-Teatru Manoel) - teatro-opera w Valletcie na Malcie. Traktowany jako Teatr Narodowy Malty. Jest miejscem koncertów, recitali, orkiestrowych koncertów kameralnych, dramatu i komedii, musicali, opery, wystąpień dla dzieci i festiwali muzycznych. Według CNN Travel zaliczany jest do 15 najbardziej spektakularnych teatrów na świecie.
Nazwa pochodzi od Wielkiego Mistrza Zakonu Maltańskiego, Antonio Manoel de Vilhena, który sfinansował i zlecił budowę teatru publicznego. Budowa została zakończona w 1731 roku. Nad głównym wejściem do teatru widnieje motto: „ad honestam populi oblectationem”.

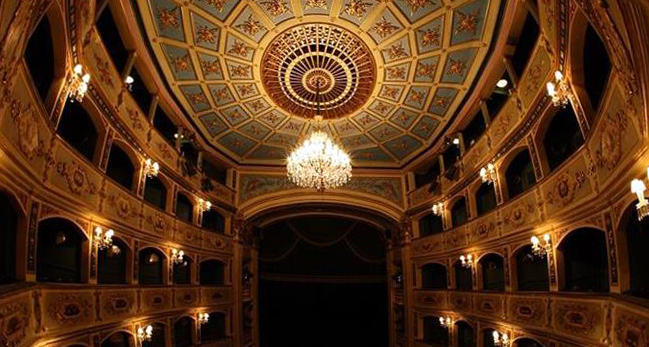
Wnętrze Teatru Manoel

Pierwotnie nazywał się Teatro Pubblico (pol. Teatr Publiczny), w 1812 roku jego nazwa została zmieniona na Teatro Reale / Theatre Royal (pol. Teatr Królewski), natomiast w 1866 roku został przemianowany na Teatr Manuela.
Budynek ma trzy piętra. Wnętrze jest bogato zdobione w stylu rokokowym. Budynek jest zabytkowy.
Znajduje się tu siedziba Maltańskiej Orkiestry Symfonicznej (ang. Malta Philharmonic Orchestra).
W teatro-operze Manoel wystąpili m.in. Mirella Freni, Yehudi Menuhin, Magda Olivero, Katia Ricciarelli, Margaret Rutherford, Steve Hackett, Kiri Te Kanawa.